# 辺春村
辺春村（へばるむら）は、福岡県八女郡にあった村。現在の八女市の一部。

## 地理
矢部川支流辺春川の上流域に位置していた。

## 歴史
- 1889年（明治22年）4月1日 - 町村制の施行により、上妻郡上辺春村、下辺春村が合併して村制施行し、辺春村が発足[2][3]。
- 1896年（明治29年）4月1日 - 郡の統合により八女郡に所属[2][4]。
- 1955年（昭和30年）4月1日 - 八女郡光友村、北山村、白木村と合併して立花町を新設し廃止された[2][3]。